# Kivertsi
Kivertsi (ukrainsk: Ківерці, polsk: Kiwerce) er en by i det historiske landskab Volhynien i det nordvestlige Ukraine. Den ligger i Lutsk rajon i Volyn oblast. Byen dækker et areal på 8 km2
og har en befolkning på omkring 13.798 (2022) mennesker.
Kivertsi ligger i tidszonen Europa/Kyiv, 12 km nordøst for byen Lutsk.
På alle sider er byen omgivet af skove. Inden for byen Kivertsi er der 171,7 hektar skovareal.

## Historie
Kivertsi er en relativt ung by, kun lidt over 130 år gammel. Der har dog været bosættelser i området meget tidligere, hvilket fremgår af skatten af romerske mønter fra 2. og 3. århundrede f.Kr., der blev fundet her i 1700.
Kivertsi er præget af udviklingen af jernbanebyggeriet, som intensiveredes efter afskaffelsen af livegenskab i Rusland i 1861.